# Rubén Rochina i Naixes
Rubén Rochina i Naixes (Sagunt, Camp de Morvedre, País Valencià, 23 de març de 1991) és un futbolista professional valencià, que juga com a davanter al Club Esportiu Atlètic Balears.

## Trajectòria

### Inicis
Rochina va arribar a les categories inferiors del Barça als 13 anys provinent del València CF.
Va debutar amb el Barça B en edat juvenil i després de les seves bones actuacions amb el Juvenil A, campió de Lliga aquell any. La temporada 2009/10, després de fer la pretemporada amb el primer equip culer, va participar de forma activa en l'ascens del filial blaugrana a la Segona Divisió. Durant la primera volta de la temporada 2010/11 no va acabar de ser indispensable en els esquemes de Luis Enrique (13 partits i dos gols).

### Blackburn Rovers
El gener del 2011 va ser traspassat al Blackburn Rovers, el qual pagà una xifra pròxima al milió i mig d'euros, Rochina va firmar per quatre temporades. L'11 de febrer debutava amb l'equip reserva del conjunt anglès, va ser contra l'equip reserva del Newcastle United, un partit que acabà 4-4. Finalment, el 16 d'abril del 2011, va debutar amb el primer equip del Blackburn contra l'Everton FC, el partit va posar fi a derrota per 2-0. El 24 d'agost del mateix any marcava el seu primer gol en partit oficial, va ser contra el Sheffield Wednesday on anotà el segon gol. El seu primer gol en la lliga va ser l'11 de setembre del 2011 front el Fulham FC. Finalment, i després d'una temporada en què tingué certa presència amb l'equip anglès, el jugador acabà descendint de categoria amb el Blackburn.

### Real Zaragoza
Quan tot semblava que el jugador continuaria a l'equip anglès, just abans del tancament del mercat de fitxatges, va arribar a un acord per ser cedit al Reial Saragossa fins a l'estiu del 2013.
El 27 d'abril del 2013 va marcar el seu primer gol amb l'equip aragonès. Va ser el gol de la victòria del seu equip contra el RCD Mallorca al minut vuitanta-vuit de partit. Després d'una segona volta nefasta, finalment es va consumar el descens de l'equip aragonès. El que significava el segon descens consecutiu del jugador valencià.

### Blackburn Rovers (2a etapa)
Després del seu pas pel Real Zaragoza el jugador va tornar a la disciplina del Blacburn Rovers. La mala sort va fer que el dia del debut en la Lliga, contra el Derby County FC, es lesionés l'espatlla, lesió que el va mantenir allunyat dels terrenys de joc almenys tres mesos. El novembre del 2013 va tornar a l'equip.

### Rayo Vallecano
Malgrat la seua recuperació, el jugador va decidir tornar cedit a la lliga espanyola, va ser a les files del Rayo Vallecano. Va firmar un contracte de cessió fins a final de temporada amb una opció de compra. El 26 de gener del 2014 va debutar amb l'equip vallecà contra l'Atlètic de Madrid, va entrar a la segona part substituint a Lass. El 10 de març, en la 27a jornada, va marcar el seu primer gol amb l'equip rayista, va ser contra la Reial Societat.

### Granada CF
L'estiu del 2014 es va fer oficial el seu traspàs al Granada CF. Va debutar en la primera jornada d'aquella temporada, el 23 d'agost del 2014, contra el Deportivo de la Coruña, en aquell mateix partit va marcar el seu primer gol amb l'equip nazarí. Després de dues temporades a l'equip granadí va deixar l'equip i va fitxar pel Rubin Kazan.

### Rubin Kazan
L'estiu del 2016 es va fer oficial el seu fitxatge pel Rubin Kazan rus, que va abonar la clàusula de 10 milions d'euros que tenia el jugador. Equip entrenat, en aquell moment, per Xabier Gracia Carlos. Va retornar a casa el 31 de gener de 2018, cedit al Llevant UE fins al final de la temporada.

### Llevant UE
Després de la cessió, Rochina va signar contracte amb el Llevant per tres anys, fins al 4 de juliol de 2018. Va marcar quatre gols en lliga les següents dues temporades.

## Internacional
Va formar part de la selecció espanyola sub-19 que va disputar el Campionat d'Europa de la UEFA Sub-19 de 2010 en què la selecció espanyola hi va quedar subcampiona.